# Warut Mekmusik
Warut Mekmusik (tiếng Thái: วรุฒ เมฆมุสิก, sinh ngày 21 tháng 2 năm 1992), hoặc còn được biết với tên đơn giản Jay (tiếng Thái: เจ), là một cầu thủ bóng đá người Thái Lan thi đấu ở vị trí thủ môn cho câu lạc bộ Giải bóng đá Ngoại hạng Thái Lan Ayutthaya United.

## Danh hiệu

### Câu lạc bộ
Air Force United
- Thai Division 1 League
  -  Vô địch (1): 2013